# Nadleśnictwo Świdnik
Nadleśnictwo Świdnik – jednostka organizacyjna Lasów Państwowych podległa Regionalnej Dyrekcji Lasów Państwowych w Lublinie. Siedziba nadleśnictwa znajduje się w Świdniku, w powiecie świdnickim, w województwie lubelskim.
Nadleśnictwo obejmuje część powiatów krasnostawskiego, lubelskiego, łęczyńskiego, świdnickiego oraz miasto na prawach powiatu Lublin.

## Historia
Nadleśnictwo Świdnik powstało w 1944. Objęło ono część przedwojennych lasów państwowych nadleśnictwa Lublin oraz znacjonalizowane przez komunistów lasy prywatne. W 1973 przyłączono do niego nadleśnictwo Krzczonów.

## Ochrona przyrody
Na terenie nadleśnictwa znajduje się pięć rezerwatów przyrody:
- Chmiel
- Las Królewski
- Olszanka
- Stasin
- Wierzchowiska.

## Drzewostany
Typy siedliskowe lasów nadleśnictwa (z ich udziałem procentowym):
- las świeży 75,5%
- las mieszany świeży 11,02%
- bór mieszany świeży 7,74%
- las mieszany bagienny 2,53%
- ols 1,26%
- inne <1%

Gatunki lasotwórcze lasów nadleśnictwa (z ich udziałem procentowym):
- dąb 47,87%
- sosna 39,31%
- brzoza 6,25%
- olcha 3,09%
- grab 1,11%

Przeciętna zasobność drzewostanów nadleśnictwa wynosi 287 m³/ha, a przeciętny wiek 68 lata.